# Aceratobasis mourei
Aceratobasis mourei – gatunek ważki z rodziny łątkowatych (Coenagrionidae).